# Арун — Белаван
Арун — Белаван — газопровід на півночі індонезійського острова Суматра.
У 2010-х роках через вичерпання запасів родовища Арун завод зі зрідження по природного газу перетворили на термінал по його прийому. Частина отриманого таким чином ресурсу могла використовуватися на місці для живлення заводу азотної хімії та об'єктів електроенергетики (ТЕС Арун, ТЕС Сумбагут-2), тоді як іншу вирішили подати в район Медану (5-те за величиною місто Індонезії) за допомогою трубопроводу Арун — Белаван, який ввели в дію у 2015 році.
Загальна довжина системи Арун — Белаван становить близько 350 км, водночас перші дві ділянки використовують газопроводи, споруджені раніше для подачі ресурсу на завод зі зрідження, а саме:
- Point B (завод ЗПГ) — Point A довжиною 31 км та діаметром 1050 мм;
- Point A — South Lhok Sukon довжиною 35 км та діаметром 750 мм.

Новозбудована ділянка газопроводу від South Lhok Sukon до Белавана виконана в діаметрі 600 мм та має пропускну здатність у 7,1 млн м3 на добу. Окрім ресурсу, прийнятого через термінал ЗПГ, по ній можуть транспортувати продукцію розташованих поблизу траси родовищ.
У районі Медана основним споживачем блакитного палива є ТЕС Белаван, крім того, ресурс передається до газопроводу Белаван — Сей-Мангкай. Іншими споживачами протранспортованого газу можуть бути теплові електростанції від компаній Leyand International та Berkat Bima Sentana.